# Hatchův–Slackův cyklus

Hatchův–Slackův cyklus

Hatchův–Slackův cyklus je jeden z cyklů fixace oxidu uhličitého probíhající v temnostní fázi fotosyntézy (sekundární děje). Bývá nazýván také C4-cyklus, protože prvním stabilním meziproduktem je čtyřuhlíkatý oxalacetát.
C4-rostliny koncentrují CO2 fixací do malátu, ze kterého je potom uvolňován do Calvinova cyklu. Tímto způsobem výrazně snižují ztráty způsobené fotorespirací, ale zároveň spotřebují více energie (2 ATP navíc), a proto jsou většinou teplomilné nebo tropické.

## Průběh cyklu
C4-rostliny se vyznačují charakteristickou anatomickou stavbou. Obsahují 2 typy buněk:
1. Mezofylové buňky – fixace CO2
2. Buňky pochvy cévního svazku – uvolnění CO2 do Calvinova cyklu

V chloroplastech mezofylových buněk chybí enzym Rubisco a CO2 vážou tak, že HCO3− reaguje s fosfoenolpyruvátem za vzniku oxalacetátu. NADPH za pomoci enzymu malátdehydrogenázy redukuje oxalacetát na malát.
Malát přechází do buněk pochvy cévního svazku, kde je pomocí NADP+ oxidován na pyruvát a současně se uvolní CO2, jenž pokračuje do Calvinova cyklu.
Pyruvát se vrací do buněk mezofylu, kde je pyruvátfosfátdikinázou přeměněn na fosfoenolpyruvát. Spotřebuje se ATP, který se hydrolyzuje až na AMP, což odpovídá spotřebě dvou ATP.

## C4rostliny

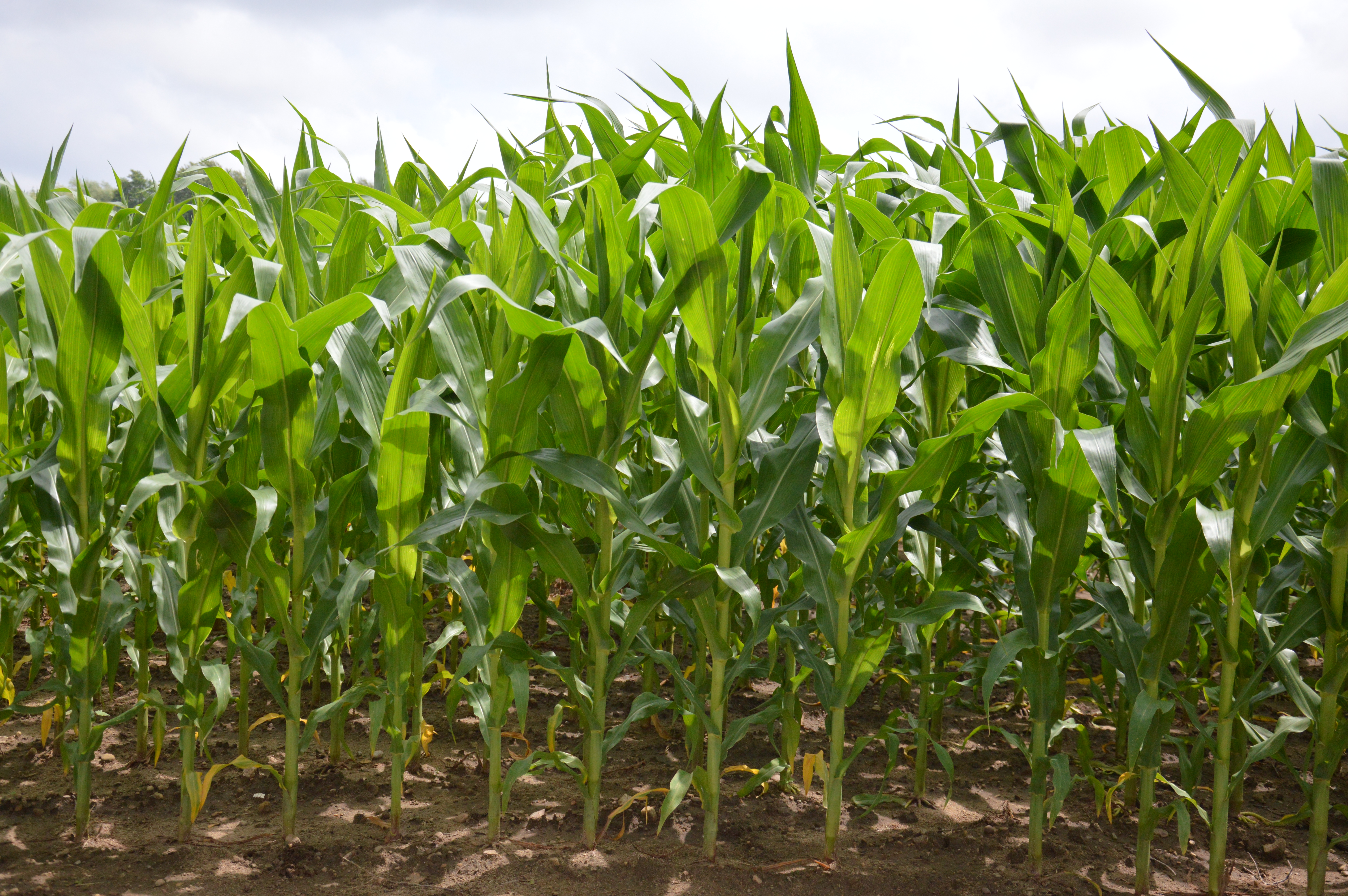
Kukuřice patří mezi C4 rostliny

Rostliny, které fotosyntetizují C4-cyklem, se nazývají C4 rostliny. Jsou více odolné proti ozónu. Hlavní rozdíl mezi Hatchovým–Slackovým cyklem (cyklus využívaný C4 rostlinami) a Calvinovým cyklem je, že při Hatchově–Slackově cyklu dochází u rostlin nejprve k zabudování CO2 pomocí fosfoenolpyruvátu a vzniká čtyřuhlíkatý oxalacetát (odtud název – C4). Patří mezi ně např. kukuřice, bambus a cukrová třtina.